# Joanna Nowicki
Ne doit pas être confondu avec Joanna Nowicka.
Pour les articles homonymes, voir Nowicki.
Joanna Nowicki, née en 1958 à Varsovie, est une universitaire française, professeur en sciences de l’information et de la communication à l'université de Cergy-Pontoise. 

## Biographie
Joanna Nowicki est chercheuse au Laboratoire LDI (CNRS UMR 7187). Ses thèmes de recherche portent sur la pensée européenne, l’autre francophonie, les aires culturelles et politiques, les transferts culturels, la communication politique Est/ouest.
Elle dirige le master « Ingénierie éditoriale et communication » (IEC). Elle est aussi responsable du programme doctoral franco-polonais entre le département de journalisme et de science politique de l’université de Varsovie, l’École des hautes études commerciales de Varsovie (SGH) et l'université de Cergy-Pontoise. Ce programme permet aux étudiants polonais francophones de préparer une thèse en cotutelle dans une des écoles doctorales.
Elle est mariée à l'industriel Tadeusz Nowicki.